# La Petite Lili
La Petite Lili is een Frans-Canadese film uit 2003 van Claude Miller. De hoofdrollen worden gespeeld door een aantal Franse acteurs en actrices, waaronder Ludivine Sagnier, Bernard Giraudeau, Nicole Garcia, Julie Depardieu en Jean-Pierre Marielle. Het verhaal is gebaseerd op het toneelstuk 'De Meeuw' van Anton Tsjechov uit 1896.

## Verhaal
Een groep cineasten is met vakantie op het platteland van Frankrijk. De film geeft ons inzicht in de relaties binnen de groep, waaronder die tussen een jonge man en het lokale meisje Lili. Zij benut de gelegenheid om zich de filmwereld binnen te werken, en ruilt daartoe haar jonge vriend in voor diens vader. Deze gevestigde cineast vertrekt met Lili naar Parijs.
Een paar jaar later is de jonge man zelf een cineast. Hij maakt zijn eerste speelfilm, waarvan de plot door deze vakantie is geïnspireerd. Lili, inmiddels actrice, krijgt hiervan lucht en dringt zich geraffineerd de filmset binnen. Ze eindigt als de ster van deze productie. De jonge cineast blijft trouw aan zijn vrouw en dochtertje.

## Vormgeving
'La Petite Lili' wordt gedragen door zijn dialogen. Uitzondering hierop is de openingsscène, waarin Ludivine Sagnier naakt verschijnt.